# Špindlerův Mlýn

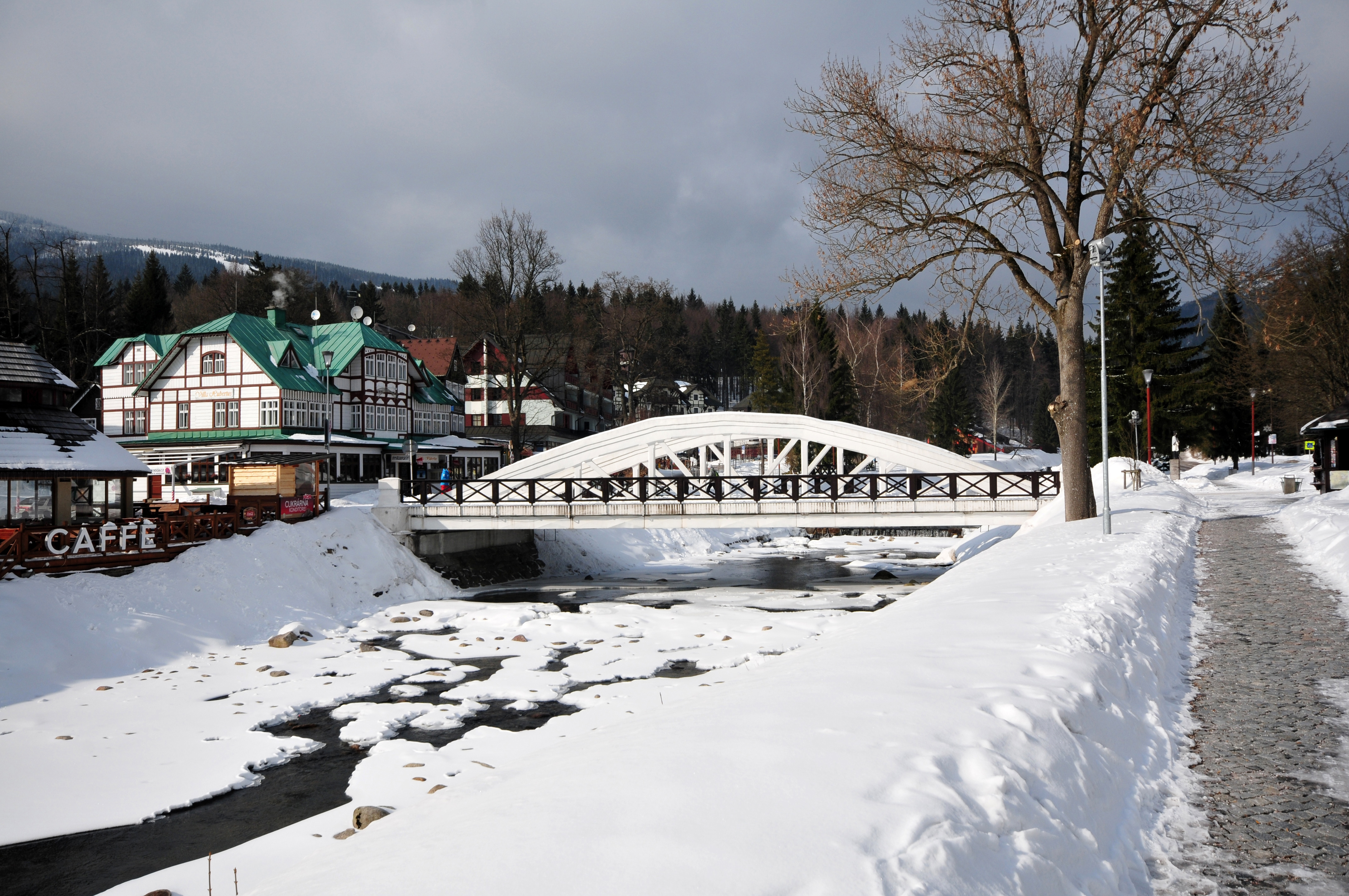

Špindlerův Mlýn este un oraș cu 1397 de locuitori în regiunea Hradec Králové, Republica Cehă.